# Вторжение в Риу-Гранди-ду-Сул
Вторжение в Риу-Гранди-ду-Сул (порт. Invasão do Rio Grande do Sul) — операция парагвайской армии в июне — августе 1865 года на территории бразильского штата Риу-Гранди-ду-Сул во время Парагвайской войны.
После оккупации аргентинской провинции Корриентес, чтобы добиться выгодного для себя мирного соглашения с бразильцами, парагвайский президент Солано Лопес приказывает своим войскам вторгнуться в бразильский штат Риу-Гранди-ду-Сул. Для выполнения этой задачи мобилизуется от 10 до 12 000 солдат под командованием Антонио де ла Крус Эстигаррибии, разделенных на 2 колонны. Перед главной из них, насчитывающей 7500 человек под непосредственным командованием самого Эстигаррибии, стоит задача пересечь реку Уругвай и проникнуть на территорию Бразилии. 3000 человек во главе с майором Педро Дуарте не пересекают реку, а сопровождают первую колонну вдоль берега.
Утром 10 июня Эстигаррибия начинает подготовку к переправе. Парагвайцы переправляются через реку на каноэ и вброд. С ними 5 пушек и 30 повозок с припасами. В 10 часов утра парагвайцы начали бои за Сан-Боржу, которые продолжаются два дня. Простояв в захваченном посёлке неделю, 19 июня отряд Эстигаррибии двинулся дальше на юг вдоль реки Уругвай.
26 июня у ручья Бутуи парагвайский отряд численностью около 500 человек столкнулся с бразильской колонной (2000 солдат) полковника Фернандеша Лимы и потерпел поражение. Остатки отряда бежали к основной колонне Эстигаррибии.
7 июля парагвайцы заняли без сопротивления заняли Итаки, оставленный его жителями, который разграбили и оставались в нем в течение восьми дней, ожидая дальнейших указаний.
Не подчинившись приказу Солано Лопеса оставаться в Ибикуи, примерно в 36 километрах от Итаки, полковник Эстигаррибия приказал войскам идти на юг, в сторону Уругваяны. Продвижение стало трудным для парагвайцев, так как был дождливый и особенно холодный период, а у солдат не было палаток, надлежащей формы и обуви. Кроме того, Эстигаррибия знал об опасности переправы через полноводную реку Ибикуи, в которой можно было потерять повозки и пушки, а также о том, что их могли атаковать с тыла бразильские войска полковника Фернандеша Лимы.
Несмотря на это, парагвайцы, к своему удивлению, легко перешли реку и двинулись дальше, наблюдаемые несколькими сотнями бразильских всадников, которые предпочли не вступать в бой. Антонио де ла Крус Эстигаррибия написал Лопесу, что надеется «в течение нескольких дней» сообщить, что посёлок Уругваяна находится в руках Парагвая.
2 августа майор Дуарте занял Пасо-де-лос-Либрес, а через три дня Эстигаррибия со своими 7000 человек занял Уругваяну, расположенную на противоположном берегу реки, на территории Бразилии. Вскоре после этого Эстигаррибия получил приказ двигаться на восток, приближаясь к Алегрети, но остановился, чтобы дождаться войск, которые должны были подойти ему в качестве подкрепления из-за Параны. Когда Эстигаррибия узнал, что эти силы не придут, он неоднократно напоминал о присылке помощи, но Лопес так и не выполнил просьбу.
Вскоре, в середине августа 1865 года, около 17 000 солдат Тройственного союза под командованием Мануэля ди Соузы начали осаду Уругваяны. 18 сентября, не получив помощь со стороны Лопеса и из-за угрозы голода, Эстигаррибия капитулировал примерно с 6000 своих людей, тем самым закончив кампанию в Риу-Гранди-ду-Сул.